# Justizkanzlei Hungen
Die Justizkanzlei Hungen war als Justizkanzlei ein Gericht zweiter Instanz in der zunächst reichsunmittelbaren Herrschaft dann ab 1806 der Standesherrschaft der Fürsten und Grafen von Solms.

## Geschichte
Im Zuge der Auflösung des Alten Reichs 1806 und der Mediatisierung kamen einige zuvor reichsunmittelbare Fürsten und Grafen unter die Herrschaft des Landgrafen von Hessen-Darmstadt der damit auch zum Großherzog aufstieg. Das betraf auch das Haus Solms und seine Herrschaft. Im Zuge der Mediatisierung blieben aber die Rechte der nunmehrigen Standesherren gegenüber ihren bisherigen Untertanen ungeschmälert, auch hinsichtlich ihrer Befugnisse in der Rechtsprechung. Als Standesherren übten sie weiterhin die Rechtsprechung aus und das Großherzogtum musste dulden, dass sie dies auch in zweiter Instanz weiterhin taten. Dafür bestand allerdings die Bedingung, dass dort die gleichen Verfahren angewandt wurden, wie am Hofgericht, dem staatlichen Gericht zweiter Instanz. Um ein solch eigenes Gericht zweiter Instanz betreiben zu können, schlossen sich alle Zweige der Familien der Fürsten und Grafen von Solms zusammen und errichteten ein gemeinsames Obergericht unter der Bezeichnung „Justizkanzlei“ in Hungen.
Der Betrieb dieses „privat“ organisierten Gerichtswesens erwies sich einerseits für die Standesherren als dauerhafte wirtschaftliche Belastung zum anderen war das Großherzogtum daran interessiert, in seinem Staatsgebiet das Rechtsprechungsmonopol zu erlangen. Im Zuge der beabsichtigten und dann 1821 durchgeführten Verwaltungs- und Justizreform im Großherzogtum Hessen verhandelte der Staat seit 1820 mit allen Standesherren über die Übergabe der von diesen betriebenen Gerichtsorganisationen an den Staat. 1822 wurde die Struktur der Gerichte in der Standesherrschaft der in den Dominiallanden (den Gebieten des Großherzogtums mit ausschließlicher Zuständigkeit des Staates in Verwaltung und Rechtsprechung) angeglichen. Dabei wurden aus den bestehenden Ämtern der Fürsten und Grafen von Solms-Braunfels, Solms-Lich, Solms-Laubach und Solms-Rödelheim für die Rechtsprechung vier neue Landgerichtsbezirke gebildet (siehe Übersicht).
Im Frühjahr 1823 verzichteten die Fürsten und Grafen von Solms darauf, eine eigene zweite Instanz zu betreiben. Einzig die Fürstin Henriette von Solms-Hohensolms-Lich erwog noch für die von ihr regierte Standesherrschaft, eine eigene Justizkanzlei zu betreiben. Sie verzichtete aber letztendlich darauf und die kompletten Aufgaben der Justizkanzlei Hungen wurden zum 1. Oktober 1823 auf das Hofgericht Gießen übertragen. Das Personal übernahm der Staat, die Kosten für bereits pensionierte Mitarbeiter die Standesherrschaft.

## Instanzielle Zuständigkeit
Der Justizkanzlei Hungen nachgeordnet waren zunächst die solmsischen Ämter, in denen Verwaltung und Rechtsprechung noch nicht getrennt waren. Staatlicherseits erfolgte die Trennung der Rechtsprechung von der Verwaltung im Großherzogtum 1821. Es dauerte dann noch ein weiteres Jahr, bevor der Staat und die Standesherrschaft sich darauf einigten, die Reform auch in den solmsischen Landen durchzuführen.
Der Justizkanzlei Hungen übergeordnet war das Hofgericht Gießen, das zweitinstanzliche, staatliche Gericht für die Provinz Oberhessen als dritte Instanz für den Bereich der Justizkanzlei. Hier wies der Instanzenzug für Rechtssuchende dadurch eine zusätzliche Instanz auf.

## Örtliche Zuständigkeit
Der Gerichtsbezirk der Justizkanzlei Hungen erstreckte sich über:
| Amt bis 1822/1823                          | Landgericht ab 1822                       | Familienzweig         |
| ------------------------------------------ | ----------------------------------------- | --------------------- |
| Engelthal (nach 1803)                      | Landgericht Großkarben?                   | Solms-Wildenfels      |
| Grüningen                                  | Landgericht Hungen                        | Solms-Braunfels       |
| Hungen                                     | Landgericht Hungen                        | Solms-Braunfels       |
| Laubach                                    | Landgericht Laubach                       | Solms-Laubach         |
| Lich                                       | Landgericht Lich                          | Solms-Hohensolms-Lich |
| Nieder-Weisel,                             | Landgericht Lich                          | Solms-Hohensolms-Lich |
| Nieder-Wöllstadt mit Exklave Einartshausen | Landgericht Rödelheim Landgericht Laubach | Solms-Rödelheim       |
| Rödelheim,                                 | Landgericht Rödelheim                     | Solms-Rödelheim       |
| Utphe                                      | Landgericht Laubach                       | Solms-Laubach         |
| Wölfersheim                                | Landgericht Hungen                        | Solms-Braunfels       |